# سه خرس ساده‌لوح
 خرس های کله فندقی (به انگلیسی: We Bare Bears) عنوان سریال کارتونی کمدی محصول شرکت کارتون نتورک) به کارگردانی تونی پولهام می‌باشد. سریال از سال ۲۰۱۵ برای اولین بار پخش شد و پس از پخش ۵ فصل سرانجام در ژوئن ۲۰۲۰ به پایان رسید. داستان دربارهٔ سه برادر خرس به نام‌های «گریزلی»، «پاندا» و «خرس یخی» می‌باشد که سعی دارند یک زندگی انسانی داشته باشند. این مجموعه در ایران از سال ۱۳۹۶ خورشیدی از شبکه نهال صدا و سیمای جمهوری اسلامی ایران پخش می شود و با استقبال خوبی روبرو شده است.

## شخصیت‌ها
- گریزلی(گریز، گریزی): یک خرس گریزلی که علاقه زیادی به شهرت در فضای مجازی و نیز دوستی با انسان‌ها و راه اندازی یک کسب و کار دارد.
- پاندا(پان‌پان): او یک خرس پاندا است که برخلاف گریزلی درون‌گراست و بیشتر وقتش را با تلفن همراهش مشغول است و علاقه زیادی به جمع‌آوری دنبال کننده یا دوست در فضای مجازی هست.
- خرس یخی(بروس . یخی ): او یک خرس قطبی است که شخصیتی کم حرف دارد و علاقه اصلی اش مبارزه به سبک نینجاهاست و تأمین خوراک و تمیزکاری محل زندگی خرس‌ها به عهدهٔ اوست.
- کلویی: دختر کوچکِ دانشجوی کره ایی که بهترین دانشجوی دانشگاه هست و به نوعی تنها دوست صمیمی خرس هاست.
- نام نام: کوالای معروفی که شهرت برای او همه چیز است.
- چارلی: یک پاگنده که با آمدن از طریق صفحهٔ گریزلی به خانهٔ آنان و مهمان شدن با خرسها آشنا شد و پس از مدتی با آنها دوست شد، بعد از کلویی چارلی تنها دوست خرس هاست.
- تیبز(خاخور جان): یک خانم جنگلبان است و دوست خرس هاست که در مواقعی که خرس‌ها در دردسر می‌افتند به فریاد آنها می‌رسد.
- مارتینز: همکار تیبز و او نیز جنگلبان است
- یورحی:او در زمان کودکی خرس یخی از او نگهداری و مراقبت کرده
- رالف: یک پا گنده برفی است که خرس‌ها و آدم‌ها را اذیت می‌کند و سر به سرشان می‌گذارد.
- گریف، آیزاک و تام: سه شخصیت موازی از داستان هستند که از لحاظ ظاهری و اخلاقی شباهت زیادی به گریزلی، پاندا و خرس یخی دارند، با این تفاوت که انسان هستند، هنگامی که پاندا در اپلیکیشن دوست یابی دنبال دوست می‌گشت، با این سه نفر آشنا شد.